# 虾衣花
为爵床科爵床属下的一种植物。